# Biohit

Biohit Oyj est une société de biotechnologie dont le siège est à Helsinki en Finlande.

## Présentation
Biohit développe, fabrique et commercialise des produits biotechnologiques et de diagnostic destinés à la recherche et aux soins de santé.
Les principaux segments de produits de Biohit sont liés au diagnostic gastro-intestinal et à l'élimination de l'acétaldéhyde.
Le site de production de Biohit est situé à Helsinki. 
Le Groupe a des filiales au Royaume-Uni, en Italie et une coentreprise en Chine. 
Les principales zones géographiques de Biohit sont l'Asie et l'Europe, la Chine étant le pays le plus important.

## Actionnaires
Au 29 février 2020, le plus importants actionnaires de Biohit sont:
| # | Actionnaire                         | Actions   | %     |
| - | ----------------------------------- | --------- | ----- |
| 1 | Biohit Healthcare (Hefei) Co., Ltd. | 4 945 415 | 32,87 |
| 2 | Suovaniemi Osmo Antero              | 2 018 310 | 13,42 |
| 3 | Härkönen Matti                      | 325 165   | 2,16  |
| 4 | Oy Etra Invest Ab                   | 200 000   | 1,33  |
| 5 | Interlab Oy                         | 130 000   | 0,86  |